# Гвен Талгартская
Гвен (род. в 463 году, сконч. ок. 492 года) — мученица из Талгарта. День памяти — 18 октября.

## Биография
Святая Гвен (Gwen), или Венна (Wenna), или Кандида (Candida), или Бланш (Blanche), вдова, по преданию, была дочерью святого Брихана из Брекнока (память 6 апреля). Поэтому среди её братьев был святой Кледвин (Cledwyn, память 1 ноября) и множество других святых.
Святая Гвен основала храм в Сент-Венн и часовни в Сент-Кью и Черистоу (Cheristowe), Сток-бай-Хартлэнд (Stoke-by-Hartland, Девон).
Она была убита язычниками-саксами в Талгарте. 

## Тропарь, глас 4
O Brychan's jewel and holy daughter, most pious Wenna,/
thou didst defy the heathen Saxons, thereby winning a martyr's crown./
Being, therefore, numbered among the saints,/
intercede for us before the Throne of Grace,/
that we may be granted great mercy.